# Chasseral
O Chasseral é um cume da maciço do Jura no cantão de Berna da Suíça. É o mais alto cume do Jura bernese pois que culmina exactamente a 1 606,6 m e tem assim mais 60 cm que Le Chasseron no cantão de Vaud.

## Geografia
Acessível por estrada até ao seu cimo, tem uma vista panorâmica a 360 º que se estende do planalto suíço até aos Alpes - desde o Säntis ao Monte Branco - à cordilheira do Jura - tanto suíça como a francesa - uma parte do Franco-Condado, a planície da Alsácia, o maciço dos Vosges e parte da floresta Negra.

## Telecomunicações
Existia uma estação de telecomunicações que se diz ter sido inaugurada em 1945, e que em 1983 passou para a associação suíça de radio-televisão, a SRG SSR .